# Ребърково
Ребърко̀во е село в Северозападна България. То се намира в централната част на Община Мездра и е в близост до Ботевград, Враца, София. Релефът е полупланински, климатът – континентален, почвите са песъчливо-глинести. Традиционният поминък е земеделието.

## История
Най-ранни сведения за селото се намират в един турски регистър от 15. век, където името на селото се споменава в 1430 г. „с. Ребъркува хали“, но не се посочват нито броя на домакинствата, нито приходите.
От тези документи и съдържащите се в тях данни може да се заключи, че село Ребърково и съседните на него са съществували преди падането на България под турска власт. Трудно е, дори невъзможно, поради липса на документални материали да се определи кога е основано самото село, но то е възникнало ако не по-рано, то сигурно по времето на Второто българско царство. Имало е летописна книга, в която поповете записвали историята на селото, но тя изгоряла заедно с църквата.
Ребърково идва от Ребрjъ, прилагателно от ребро като географски термин, което означава склонове, прорязани от порои и изпъкнали като човешки ребра. Именно местността Пиларище е с наклон към р. Искър и дори сега в ненаселената ѝ част пороите я набраздяват подобно на човешки ребра.
Жителите на селото са прокудени от първоначалното си местонахождение от турците, а след това и по време на последния кръстоносен поход на папа Климент. Кръстоносците идват под предлог за освобождение на християните от османско владичество, а превръщат Северозападна България в пепелище. Две хиляди села са опожарени, пострадват много градове, а във Враца остават да стърчат само две паметни кули.
Прокудените жители на с. Ребърково се заселват на десния бряг на р. Бебреш до самото ѝ вливане в р. Искър, непосредствено до Златишкия път. Местността носи името Селището.
Ребърковци дейно са участвали във войните, белязали нашето минало и бъдеще и след Освобождението стават собственици на дребни парцели земи, които обработвали по примитивен начин с дървеното рало и мотика, нямало е нито един плуг, занимавали се и със скотовъдство.
В района на селото има в изобилие камък пясъчник, лесен за обработка и каменоделството става типичен поминък за ребърковци. И в околностите на селото се виждат някогашните каменни кариери. Започват да се строят воденици, обществени герани, някои от които съществуват и днес.
След 1880 г. училището в селото се възобновява, но вече в собствена сграда, тя била паянтова, от плет и кал, с една голяма стая за учениците и една по-малка за учителя. В голямата стая е имало и иконостас, тя е служела и като параклис. В тази сграда е било училището до 1910 г.
Село Ребърково като селище няма условия за особен напредък, в съседство започнала да се издига Мездра, където поради естествените благоприятни условия се налага началото на промишленост и търговия и следва голямата миграция към него.
В началото на 1900 – 1902 г. кмет на селото е Цветко Анчов, неговото кметуване е запомнено с това, че се подготвя мястото за построяването на дървен мост на р. Искър и през 1904 – 1905 г. мостът бива построен с кмет Мило Стоянов.
Ребърковци достойно участват във войните за национално обединение и дават свидни жертви, чиято памет помним и съхраняваме до днес. Нашите предци с героизъм изграждат своето родно село, паметници на техния труд са железният мост на р. Искър и жп гарата.

## Население
Преброяване на населението през 2011 г.
Численост и дял на етническите групи според преброяването на населението през 2011 г.:
|                     | Численост | Дял (в %) |
| Общо                | 346       | 100,00    |
| Българи             | 303       | 87,57     |
| Турци               | 0         | 0,00      |
| Цигани              | 37        | 10,69     |
| Други               | 0         | 0,00      |
| Не се самоопределят | 0         | 0,00      |
| Неотговорили        | 5         | 1,44      |

## Културни и природни забележителности
Битието на ребърковци винаги е било свързано с реката Искър, на брега на която селото възниква. Стихове от поета Иван Бурин роден в село Ребърково в 1912 г.:
Искърътъ тече отъ памтивѣка,

ту размѫтенъ ту избистренъ тихъ --

тъй тече животътъ на човѣка:

често равенъ, дважъ по-често лихъ.

Иванъ Буринъ

## Известни личности
Родно място на:
- Проф.Тошо Стоянов Гоцев (1900 – 1980) – лекар, физиолог,
- ст.н.с. д-р Георги Цветков Георгиев,
- Проф. Любен Николов Минковски
- Красимир Радков – актьор
- Иван Бурин – поет

## Редовни събития
По старо честване на Петровден (събор на селото);
- 29 юни Петровден храмов празник на църквата в селото.
- 2 август оброк „Св. Илия“.

## Галерия
- Мемориална плоча на стената на кметството на селото.